# Hwang Hee-tae
Hwang Hee-tae (kor. 황희태 ;ur. 12 czerwca 1978) – południowokoreański judoka. Dwukrotny olimpijczyk. Zajął piąte miejsce w Atenach 2004 w wadze średniej i w Londynie 2012, w wadze półciężkiej.
Triumfator mistrzostw świata w 2003, a także igrzysk azjatyckich w 2006 i 2010. Srebrny medalista igrzysk Azji Wschodniej w 2013. Wicemistrz Azji w 2009 i 2011. Trzeci na uniwersjadzie w 2001 roku.

## Letnie Igrzyska Olimpijskie 2004
| Konkurencja | Rundy eliminacyjne            | Rundy eliminacyjne    | Rundy eliminacyjne   | Runda finałowa        | Runda finałowa        | Klas. końcowa |
| Konkurencja | Przeciwnik I                  | Przeciwnik II         | Przeciwnik III       | 1/2                   | o 3. miejsce          | Miejsce       |
| ----------- | ----------------------------- | --------------------- | -------------------- | --------------------- | --------------------- | ------------- |
| 90 kg       | Przemysław Matyjaszek (POL) Z | Mark Huizinga (NED) Z | Keith Morgan (CAN) Z | Hiroshi Izumi (JPN) P | Chasanbi Taow (RUS) P | 5.            |

## Letnie Igrzyska Olimpijskie 2012
| Konkurencja | Rundy eliminacyjne       | Rundy eliminacyjne      | Rundy eliminacyjne    | Runda finałowa                  | Runda finałowa    | Klas. końcowa |
| Konkurencja | Przeciwnik I             | Przeciwnik II           | Przeciwnik III        | 1/2                             | o 3. miejsce      | Miejsce       |
| ----------- | ------------------------ | ----------------------- | --------------------- | ------------------------------- | ----------------- | ------------- |
| 100 kg      | Lewan Żorżoliani (GEO) Z | Artem Błoszenko (UKR) Z | Elmar Qasımov (AZE) Z | Najdangijn Tüwszinbajar (MGL) P | Henk Grol (NED) P | 5.            |